# 나탈리 (영화)
나탈리는 2010년 10월 28일에 개봉된 주경중 감독의 대한민국의 로맨스 영화이다.

## 출연진
- 이성재 - 준혁 역
- 김지훈 - 민우 역
- 박민경 - 미란 역
- 김기연 - 박효림 역
- 김은경
- 강진주
- 용혜련
- 정이수
- 주희
- 김선아
- 김은우
- 조수진
- 이가연
- 양지원
- 김소은
- 김소진
- 신수빈
- 윤혜선
- 임정수
- 김예지
- 임소은
- 전병주
- 황희숙